# NS DH 2
Die NS-Baureihe DH 2 sind Triebzüge, die in den 1980er Jahren von Duewag in Uerdingen für die Nederlandse Spoorwegen NS gebaut wurden und bis 2008 in den Niederlanden verkehrten. Danach wurden sie ausgemustert und verkauft.
Sieben Fahrzeuge kamen als Reihe PKP SN 83 zu den Polskie Koleje Państwowe (PKP) in Polen. 18 Fahrzeuge sind nach Argentinien gelangt, weitere 13 wurden nach Rumänien verkauft. Die Fahrzeuge in Polen und Rumänien sind noch (Stand 2022) in Betrieb.

## Geschichte

### Einsatz in den Niederlanden
Um den Schienenpersonennahverkehr auf ihren nicht elektrifizierten Strecken kostengünstiger zu gestalten, suchte die NS nach Möglichkeiten, einen leichten Schienenbus auf ihren Strecken in Frieslande zu verwenden. Sie fand eine effektive Lösung in Fahrzeugen auf der Basis der DB-Baureihe 628.
Zwischen 1981 und 1982 wurden 31 zweiteilige ähnliche Fahrzeuge geliefert, die die Bezeichnung DH2 3201–3231 erhielten. Gleichzeitig wurden 19 einteilige Fahrzeuge hergestellt, sie erhielten die Bezeichnung DH 1. Die Wagenkästen und der Dieselhydraulische Antrieb der Fahrzeuge wurden von Duewag in Uerdingen geliefert. Die Drehgestelle waren eine Zulieferung von SIG.
Die Fahrzeuge erhielten durch ihren Einsatz auf den küstennahen Strecken – insbesondere in der Provinz Friesland – bei den NS sehr bald den Spitznamen Wadloper (Wattläufer). 1996 und 1997 wurden alle Fahrzeuge modernisiert, was die Überarbeitung des Äußeren sowie der inneren Einrichtung betraf. Sie einen Schneepflug und eine graue Farbgebung im Front- sowie Dachbereich.
Einige Exemplare sollen auf der Bahnstrecke Mariënberg–Almelo im Einsatz gewesen sein, zudem verkehrten sie in der Provinz Limburg. Die Fahrzeuge verkehrten bis um 2005, dann wurden sie alle durch neue Triebzüge ersetzt. Mit Ausnahme der stark beschädigten und beschmierten Fahrzeuge wurden sie in Zwolle und Amersfoort gesammelt und an Nahverkehrsunternehmen in Argentinien, Polen, Rumänien und der Tschechischen Republik verkauft.

### Einsatz in Polen

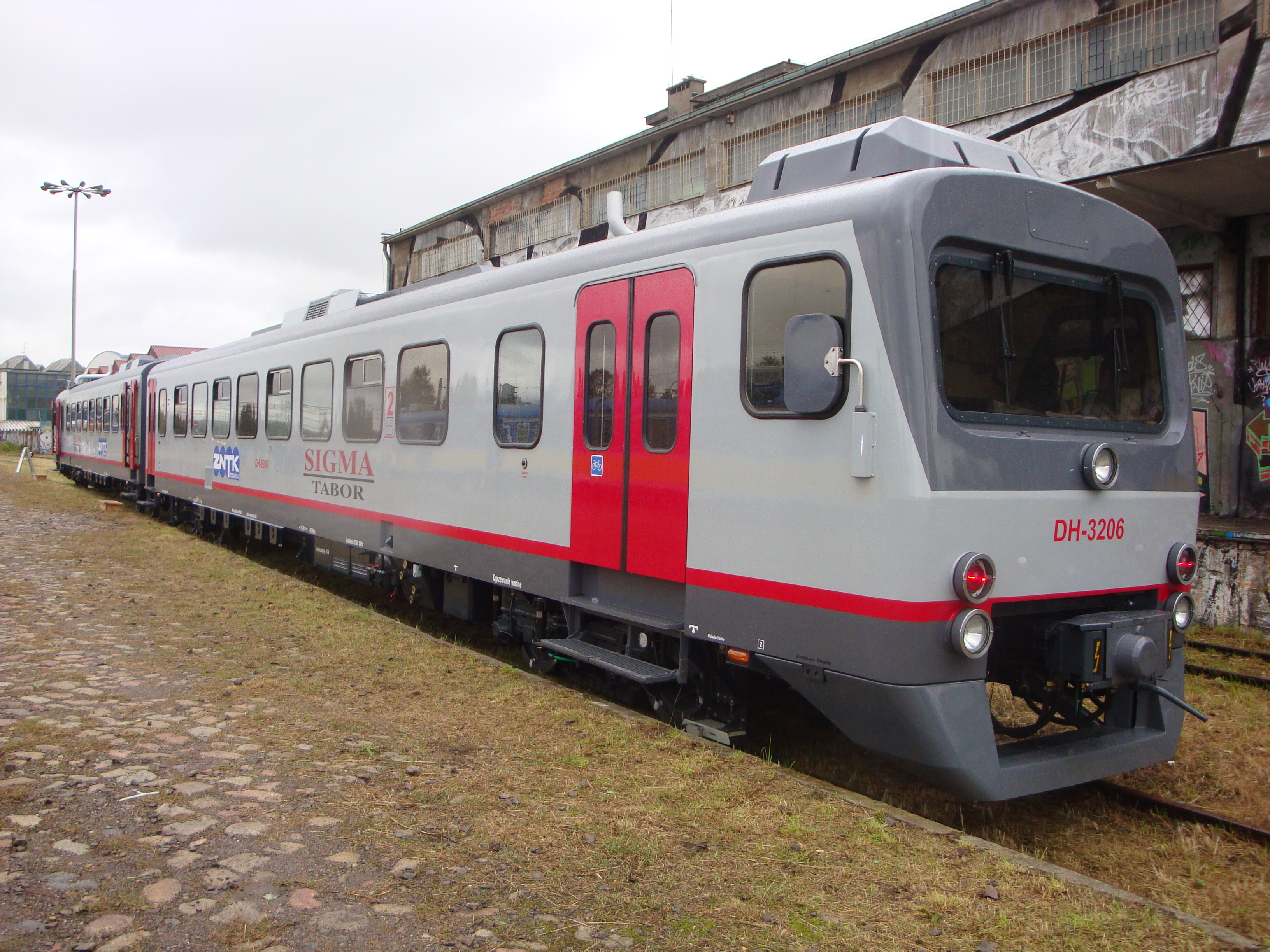
SN 83-001 auf der Messe Trako in Gdańsk

Sieben Fahrzeuge wurden nach Polen verkauft. Anderen Quellen sprechen von acht Triebwagen: 3206: SN 83-001, 3207: SN 83-002, 3231: SN 83-003, 3219: SN 83-004, 3222: SN 83-005, 3225: SN 83-006, 3226: SN 83-007, 3215: SN 83-008. 2009 wurde der erste Wagen SN 83-001 nach einer Modernisierung wieder eingesetzt, nachdem er auf einer Eisenbahnmesse in Gdańsk ausgestellt wurde. Äußerlich ändert sich außer geänderte Scheinwerferkappen und einem neuen Anstrich wenig. Die Fahrzeuge wurden als SN 83-001–007 bezeichnet. Zunächst fuhren zwei Fahrzeuge bei Polregio, nach 2012 wurden alle sieben Einheiten an die Koleje Śląskie abgegeben. 2019 und 2020 wurden SN 83 001 (Jacek) und 004 (Mieciu) von Stowarzyszenie Kolejowych Przewozów Lokalnych (SKPL) übernommen, so dass diese neben SN 83 003 und SN 83 007 von PolRegio geleast sind. 3206 und 3225 stehen abgestellt in Zagórz, 3207 und 3215 in Katowice.

### Einsatz in Südamerika
Der größte Teil der Fahrzeuge wurde nach Argentinien verkauft, wo die meisten ihr Aussehen nach einer Modernisierung in etwa behielten. Sie wurden im Grenzverkehr von Concordia in Argentinien nach Salto in Uruguay eingesetzt. Auch der grenzüberschreitende Verkehr nach Encarnación in Paraguay ist bekannt.
3203–3205, 3209, 3211–3213 und 3217 stehen abgestellt in Buenos Aires.

### Einsatz in Rumänien

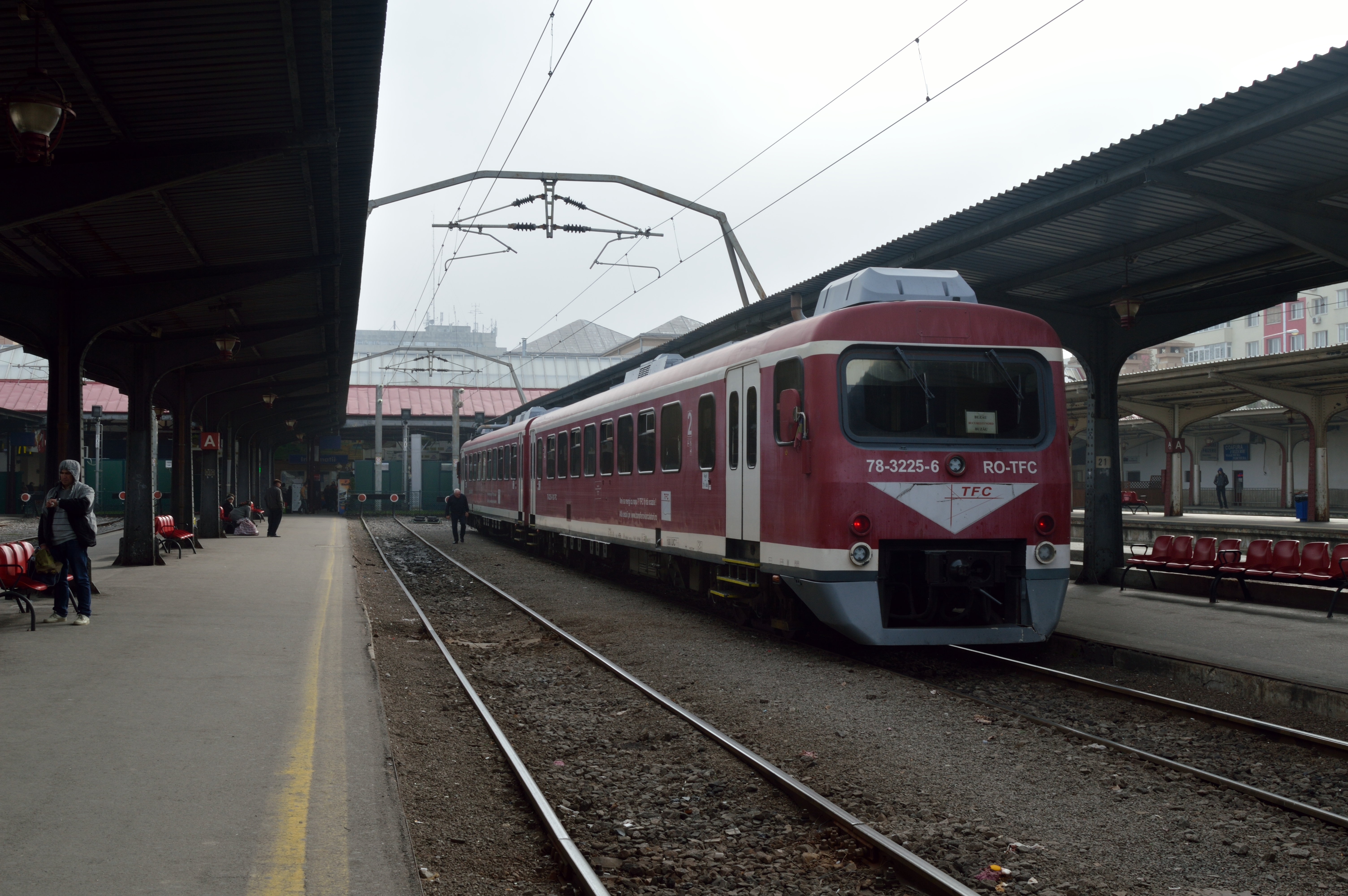
Triebwagen 78.3225; 2014 in Bukarest Nord

Die 13 zweiteiligen Triebzüge 3202, 3208, 3210, 3214, 3216, 3218, 3220, 3223, 3224, 3227, 3228, 3229 und 3230 kamen nach Rumänien. Die Mehrzahl von ihnen wurden vor dem Einsatz in Cluj-Napoca modernisiert. Das Aussehen der Fahrzeuge ist nicht sehr verändert worden. Lackiert wurden sie Dunkelrot mit einem weißen Dreieck an der Stirnseite und einem weißen Zierstreifen im Übergang Kasten-Dach sowie im Übergang Kasten-Schürze. Eingesetzt wurden die Fahrzeuge besonders auf Nebenstrecken im Raum Bukarest, aber auch Einsätze im Raum Cluj-Napoca, Ploiești und Oltenița sind bekannt. Eingesetzt wurden die Fahrzeuge besonders in Dienstplänen, in denen auch die ehemalige DB-Baureihe 614 verkehrt.

## Konstruktion
Die Fahrzeuge bestehen ebenso wie die Baureihe 628 aus zwei kurzgekuppelten Triebwagen mit je einem Führerstand, die in Leichtbauweise hergestellt wurden. Sie besitzen auf der Kurzkuppelseite je ein Paar zweiflügelige Einstiegstüren mit einer Breite von 800 mm, an den Endseiten je ein Paar Türen mit einer Breite von 1300 mm. An die beiden Türen im Innenbereich schließt sich bei einem Wagen ein Traglastenabteil an, von dem der Zugang zu einer Toilette möglich war. Im anderen Wagen schließt sich das Großraumabteil direkt an den Eingangsbereich an.
Angetrieben wurden beide Triebwagen von je einem Sechszylinder-Viertakt-Dieselmotoren vom Typ Cummins NT855R4, der eine Leistung von 212 kW erbrachte. Durch ein Strömungsgetriebe von Voith wurden beide Achsen der innen liegenden Antriebsdrehgestelle angetrieben. Der Kraftstoffvorrat für den Triebzug betrug insgesamt 1500 Liter. Sie besitzen eine indirekte Bremse Bauart Knorr.